# Nikolai Viktorovich Podgorny
Nikolai Viktorovich Podgorny (tiếng Ukraina: Микола Вікторович Підгорний, tiếng Nga: Никола́й Ви́кторович Подго́рный, IPA: [nʲɪkɐˈlaj ˈvʲiktərəvʲɪtɕ pɐdˈgornɨj]; 18 tháng 2 [lịch cũ 5 tháng 2] năm  năm 1903 – 12 tháng 1 năm 1983) là chính khách Liên Xô người từng giữ chức vụ Chủ tịch Đoàn Chủ tịch Xô viết Tối cao Liên Xô, nguyên thủ quốc gia Liên Xô, từ năm 1965 tới năm 1977.
Podgorny sinh ra trong một gia đình thuộc tầng lớp lao động người Ukraina sống tại thành phố Karlovka, tốt nghiệp trường công nhân địa phương năm 1926 và Viện Công nghệ Công nghiệp Thực phẩm Kyiv năm 1931. Ông trở thành đảng viên Đảng Cộng sản Liên Xô năm 1930 và đi lên hệ thống phân cấp của Liên Xô thông qua bậc thang công nghiệp bằng cách thực hiện các mục tiêu sản xuất do các quan chức của nền kinh tế kế hoạch hóa tập trung đặt ra. Năm 1953, ông trở thành Bí thư thứ hai Trung ương Đảng Cộng sản Ukraine. Từ năm 1957 đến năm 1963, ông là Bí thư thứ nhất Bí thư thứ nhất Trung ương Đảng Cộng sản Ukraine
Tháng 10 năm 1964, ông tham gia một cuộc đảo chính thay thế nhà lãnh đạo Liên Xô Nikita Khrushchev bằng troika bao gồm ông, Chủ tịch Hội đồng Bộ trưởng Liên Xô Alexei Kosygin và Tổng Bí thư Đảng Cộng sản Liên Xô Leonid Brezhnev. Ngày 6 tháng 12 năm 1965, ông thay Anastas Mikoyan làm Chủ tịch Đoàn Chủ tịch Xô viết Tối cao Liên Xô. Sau khi vị thế của Kosygin bị hủy hoại sau Mùa xuân Praha năm 1968, ông dần dần tích lũy quyền lực bằng uy tín của mình để trở thành nhân vật quyền lực thứ hai trong Liên Xô sau Brezhnev. Sau đó, ảnh hưởng của ông đối với chính trị giảm dần khi Brezhnev củng cố kiểm soát quyền lực trong chính quyền. Tháng 6 năm 1977, Podgorny bị miễn nhiệm khỏi chức vụ Chủ tịch Đoàn Chủ tịch Xô viết Tối cao Liên Xô cũng như Ủy viên Bộ Chính trị Trung ương Đảng Cộng sản Liên Xô. Sau khi bị loại khỏi lãnh đạo Liên Xô, ông buộc phải dừng hoạt động chính trị và đứng ngoài các công việc của Liên Xô cho đến khi qua đời vào năm 1983.

## Tiểu sử
Nikolai Viktorovich Podgorny sinh ngày 18 tháng 2 [lịch cũ 5 tháng 2] năm  năm 1903 tại Karlovka, Đế quốc Nga, trong một gia đình thuộc tầng lớp lao động người Ukraina. Sau Cách mạng Nga năm 1917, Podgorny trở thành người sáng lập Đoàn Thanh niên Cộng sản Lenin tại Karlovka, và là Bí thư Đoàn Thanh niên Cộng sản Lenin tại Karlovka từ năm 1921 tới năm 1923. Podgorny bắt đầu làm việc khi ông 17 tuổi, là một sinh viên tại xưởng cơ khí ở Karlovka. Năm 1926, Podgorny tốt nghiệp trường lao động địa phương. Năm 1930, Podgorny được kết nạp vào Đảng Cộng sản toàn Liên bang (Bolsheviks), đảng cầm quyền ở Liên Xô.
Năm 1931, Podgorny tốt nghiệp Viện Công nghệ Công nghiệp Thực phẩm Kyiv và bắt đầu làm việc trong ngành công nghiệp đường. Podgorny được thăng chức Phó kỹ sư trưởng của Vinnytsia năm 1937 và được thăng chức vào năm 1939 với chức vụ Kỹ sư trưởng của xí nghiệp liên hợp đường tỉnh Kamenetz-Podolsk. Cuối năm 1939, Podgorny trở thành Phó Ủy viên Nhân dân Bộ Dân ủy Công nghiệp Thực phẩm Ukraine Xô. Năm sau, Podgorny được bổ nhiệm làm Phó Ủy viên Nhân dân Bộ Dân ủy Công nghiệp Thực phẩm Liên Xô.

## Lên nắm quyền lãnh đạo Liên Xô (1942–1964)
Năm 1942, Podgorny trở thành Giám đốc Viện Công nghệ Công nghiệp Thực phẩm Moskva trong thời kỳ Thế chiến II. Sau khi giải phóng Ukraine khỏi Đức Quốc Xã, Podgorny tái lập quyền kiểm soát của Liên Xô đối với Ukraine theo lệnh của Ukraine Xô Viết và Chính phủ Liên Xô. Trong những năm sau chiến tranh, Podgorny lấy lại chức vụ cũ là Phó Ủy viên Nhân dân Bộ Dân ủy Công nghiệp Thực phẩm Ukraine Xô, nhưng sau đó được bổ nhiệm làm Đại diện thường trực cho Hội đồng Bộ trưởng Ukraine Xô vào năm 1946. Tháng 4 năm 1950, ông được bổ nhiệm làm Bí thư thứ nhất Tỉnh ủy Kharkiv Đảng Cộng sản Ukraine Xô. Năm 1953, Podgorny được bầu làm Bí thư thứ hai Ban Chấp hành Trung ương Đảng Cộng sản Ukraine. Từ năm 1957 tới năm 1963, ông là Bí thư thứ nhất Ban Chấp hành Trung ương Đảng Cộng sản Ukraine, chức vụ thực tế quyền lực tối cao ở Ukraine. Với vai trò này, Podgorny đã xử lý tổ chức lại và hiện đại hóa nền kinh tế Ukraine, vốn đã bị tàn phá trong những năm chiến tranh. Ông đã làm tăng tỷ lệ sản xuất công nghiệp và nông nghiệp, cải thiện dân sinh. Ông cũng đặc biệt quan tâm đến việc cải tiến tổ chức đảng và giáo dục cán bộ mới.

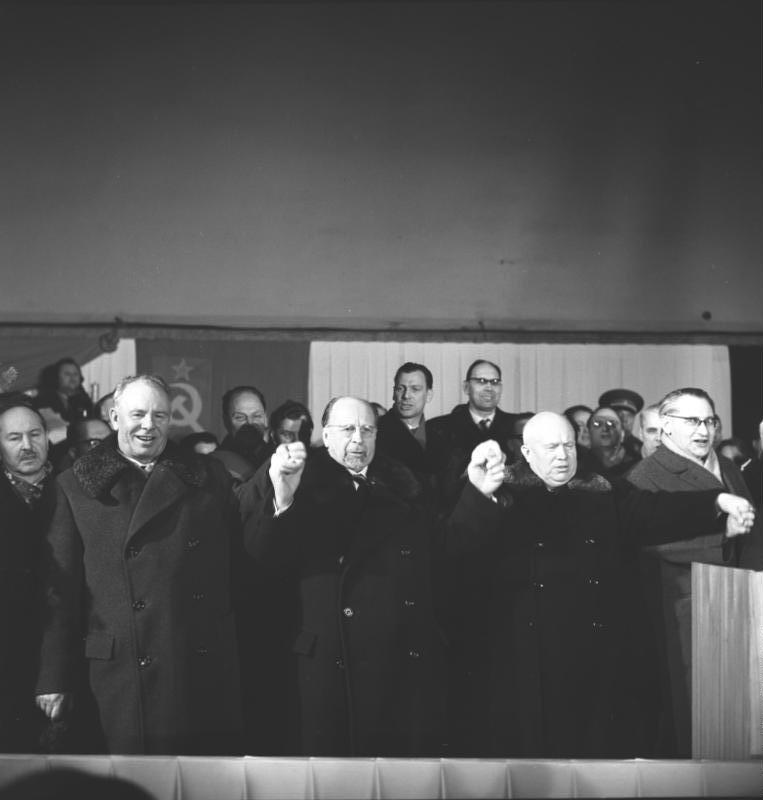
Podgorny (thứ hai từ trái) tại Đại hội Đảng Xã hội Chủ nghĩa Thống nhất Đức lần thứ XVI với lãnh đạo Liên Xô Nikita Khrushchev (thứ hai từ phải) năm 1963.

Năm 1960, Podgorny trở thành Ủy viên Bộ chính trị Trung ương Đảng Cộng sản Liên Xô, cơ quan hoạch định chính sách cao nhất ở Liên Xô. Năm 1963, Podgorny đã trở nên nổi bật trong hệ thống phân cấp của Liên Xô với tư cách là Ủy viên Ban Bí thư Trung ương Đảng Cộng sản Liên Xô. Với tư cách là người bảo trợ và là người bạn đồng hành thân thiết của nhà lãnh đạo Liên Xô Nikita Khrushchev, ông đã cùng Khrushchev tới trụ sở Liên Hợp Quốc năm 1960. Podgorny đóng vai trò là phái viên của Liên Xô đến Tiệp Khắc, Đông Đức, Canada, và Nam Tư. Uy tín của Podgorny bị ảnh hưởng mạnh bởi Khrushchev, và Leonid Brezhnev trong thời gian nắm quyền, Podgorny là một thành viên độc lập trong giới lãnh đạo Liên Xô, thậm chí còn độc lập hơn cả Chủ tịch Hội đồng Bộ trưởng Liên Xô Alexei Kosygin.
Ông đã không được lòng Khruschev trong một thời gian ngắn vào năm 1961 khi ông phải chịu trách nhiệm cho năng suất ngô thấp ở Ukraine Xô do "thời tiết xấu", trong khi Khrushchev tuyên bố rằng cây trồng đã bị "đánh cắp" và "ăn trộm". Tuy nhiên, vào năm 1962, Podgorny báo cáo với Khrushchev rằng sản lượng nông nghiệp đã tăng trở lại: Dưới sự lãnh đạo của Podgorny, Ukraine Xô đã tăng gấp đôi nguồn cung cấp ngũ cốc cho Ukraine so với năm trước. Với tài năng của ông trong lĩnh vực nông nghiệp, các nhà bình luận của Thế giới thứ nhất coi Podgorny là một trong những người thừa kế tiềm năng của Khrushchev.
Theo nhà sử học Ilya Zemtsov, tác giả của Chernenko: Bolshevik cuối cùng: Liên Xô vào đêm Perestroika, Brezhnev bắt đầu một âm mưu chống lại Khrushchev khi đặt nền móng chọn Podgorny làm người kế nhiệm tiềm tàng, chứ không phải chính mình.Trong cuộc bãi nhiệm năm 1964 để loại Khrushchev khỏi chức vụ Bí thư thứ nhất Trung ương Đảng Cộng sản Liên Xô và Chủ tịch Hội đồng Bộ trưởng Liên Xô, Podgorny và Brezhnev kêu gọi Ban chấp hành Trung ương Đảng Cộng sản Liên Xô, đổ lỗi cho Khrushchev về những thất bại kinh tế và buộc tội ông ta ý chí luận và hành xử khiếm nhã. Bị ảnh hưởng bởi Brezhnev và các đồng minh, các thành viên Bộ Chính trị đã bỏ phiếu loại bỏ Khrushchev khỏi chức vụ.

## Hậu Khrushchev tam quyền (1964–1977)

### Tranh giành quyền lực
Sau khi Khrushchev bị miễn nhiệm, một ban lãnh đạo tập thể được gọi là troika (tam quyền) đã được thành lập, do Brezhnev làm Bí thư thứ nhất Trung ương Đảng Cộng sản Liên Xô (lãnh đạo Đảng), Alexei Kosygin làm Chủ tịch Hội đồng Bộ trưởng Liên Xô (lãnh đạo chính phủ), và Anastas Mikoyan làm Chủ tịch Đoàn Chủ tịch Xô viết Tối cao Liên Xô (nguyên thủ quốc gia).
Trước khi trở thành nguyên thủ quốc gia, Podgorny làm Bí thư thứ hai Trung ương Đảng Cộng sản Liên Xô, và do đó phụ trách Tổ chức của Đảng. Với tư cách kiểm soát tổ chức Đảng, Podgorny đe dọa vị trí Bí thư thứ nhất của Brezhnev, ông có thể sắp xếp nhân sự một cách dễ dàng biến thành quyền lực của riêng mình trong đảng. Với rủi ro này, Brezhnev đã liên minh với Alexander Shelepin, Chủ tịch KGB, chống lại cả Podgorny và Kosygin.
Chức vụ của Podgorny liên tục bị đe dọa bởi Brezhnev và đồng minh. Trong một bài báo trên tờ Ekonomicheskaya Gazeta từ tháng 2 năm 1965, tờ báo đã chỉ trích tổ chức Đảng Kharkiv mà Podgorny đứng đầu trước đây, cũng là cơ quan quản lý nền kinh tế. Bằng cách gián tiếp chỉ trích Podgorny, bài báo đã làm dấy lên nghi ngờ về trình độ của ông với tư cách là một thành viên hàng đầu của ban lãnh đạo Liên Xô. Podgorny đã tiến hành một cuộc phản công trong bài phát biểu năm 1965 của mình tại Baku, Azerbaijan Xô, tại đây ông đã chỉ trích chính sách công nghiệp nặng của giới lãnh đạo Liên Xô. Hóa ra đây sẽ là hành động mà ông sẽ hối hận suốt đời. Thay vì chỉ xúc phạm Brezhnev và Shelepin, ông đã xúc phạm toàn bộ cánh bảo thủ trong giới lãnh đạo. Để làm cho vấn đề tồi tệ hơn đối với Podgorny, Bí thư Trung ương Đảng Cộng sản Liên Xô Mikhail Suslov, người đã đứng ngoài cuộc xung đột, đứng về phía Brezhnev và gọi quan điểm của ông là "chủ nghĩa xét lại". Sau đó vào tháng 12 năm 1965, Podgorny từ chức Ủy viên Ban bí thư Trung ương Đảng Cộng sản Liên Xô, và ông thay Mikoyan làm Chủ tịch Đoàn Chủ tịch Xô viết Tối cao Liên Xô. Theo Ilya Zemstov, việc ông từ chức Bí thư Trung ương Đảng Cộng sản Liên Xô báo hiệu sự chấm dứt mong muốn đảm nhận chức vụ Bí thư thứ nhất của ông.
Đa số thành viên Bộ Chính trị dưới thời Brezhnev là những người cộng sản bảo thủ. Mặc dù vậy, Podgorny vẫn là một trong những thành viên có tư tưởng tự do nhất trong Thời kỳ Trì trệ. Các thành viên Bộ Chính trị có tư tưởng tự do khác bao gồm Kosygin và Andrei Kirilenko. Chủ nghĩa bè phái trong giới lãnh đạo Liên Xô vào những năm 1960 đã khiến Podgorny trở nên năng động hơn; ông đã tổ chức một số bài phát biểu ở Matxcơva và tổ chức nhiều chuyến thăm cấp nhà nước làm lu mờ Brezhnev và Kosygin trước quần chúng. Trong xã hội Liên Xô có đồn đoán rằng Podgorny đang cố gắng thay thế Kosygin làm Chủ tịch Hội đồng Bộ trưởng Liên Xô, hoặc thậm chí thay Brezhnev làm Tổng bí thư Đảng Cộng sản Liên Xô, do sự hiện diện ngày càng nhiều của ông vào cuối những năm 1960.
Năm 1971, Đại hội Đảng lần thứ 24 khẳng định Brezhnev và Kosygin là những nhân vật cấp cao nhất hiện nay trong giới lãnh đạo nhưng Podgorny vẫn cho thấy ông vẫn là một nhân vật quan trọng trong chính trị Liên Xô bằng cách dẫn đầu các phái đoàn tới Cộng hòa Nhân dân Trung Quốc và Việt Nam Dân chủ Cộng hòa vào cuối năm đó. Khi Brezhnev áp dụng các quan điểm tự do hơn, Podgorny đã thu hút sự ủng hộ của những người cộng sản theo đường lối cứng rắn bằng cách phản đối lập trường hòa giải của ông đối với Nam Tư, các thỏa thuận giải trừ quân bị với phương Tây và gây áp lực buộc Đông Đức phải nhượng bộ trong đàm phán Berlin. Trong Bộ Chính trị, Podgorny có thể tin tưởng vào sự ủng hộ của Gennady Voronov và Petro Shelest. Ngoài ra, khi Podgorny và Kosygin thực sự đồng ý về điều gì đó, Brezhnev sẽ thấy mình thuộc nhóm thiểu số, và buộc phải tuân theo quyết định của họ. Tuy nhiên, cơ hội như vậy thường bị bỏ qua do Podgorny thường xuyên mâu thuẫn với Kosygin về các vấn đề chính sách. Cuối cùng, ban lãnh đạo tập thể đã trở nên bất lực vào cuối những năm 1970 khi Brezhnev đạt được tất cả trừ quyền kiểm soát hoàn toàn Bộ Chính trị.

### Ngoại giao với tư cách Nguyên thủ Quốc gia

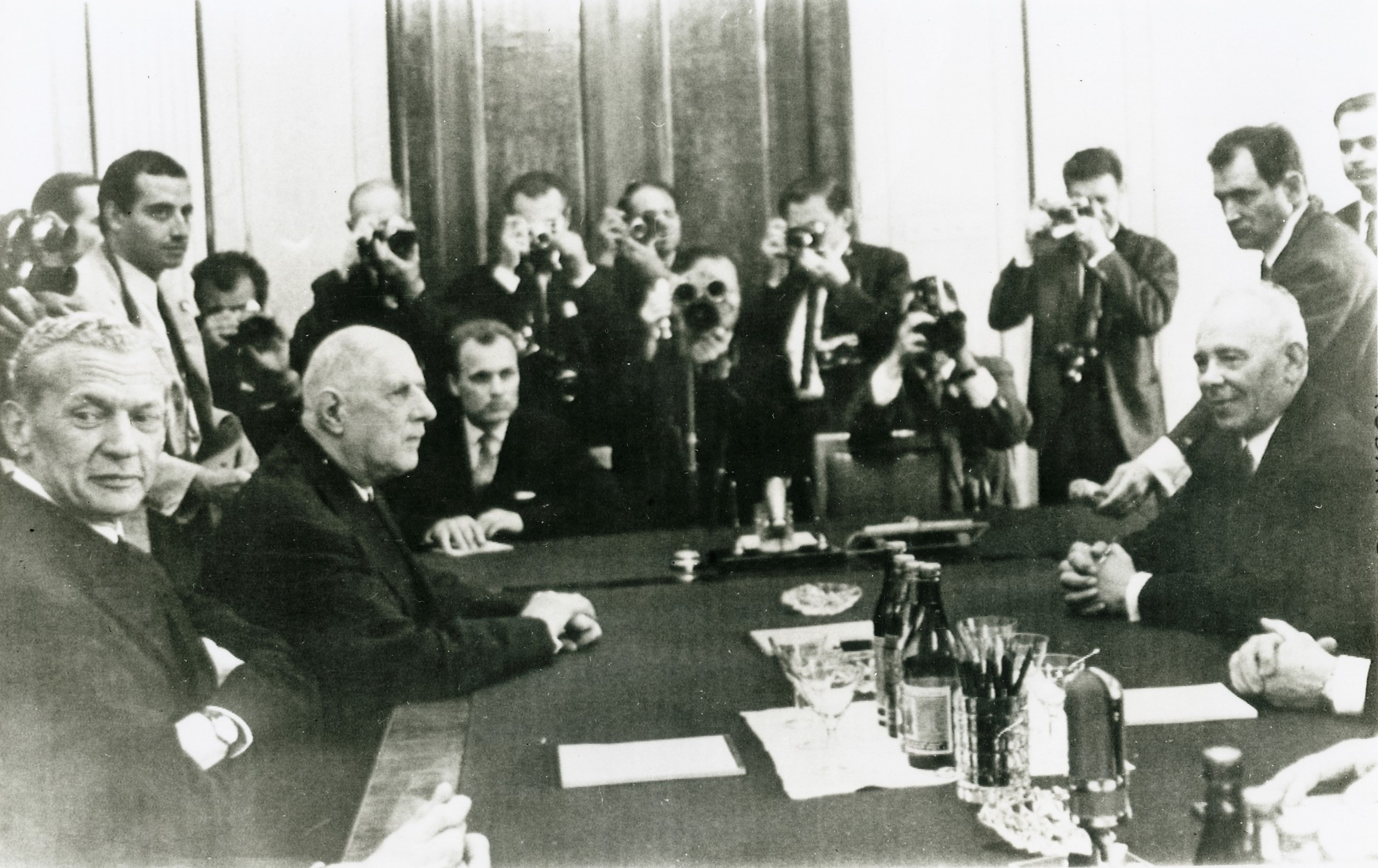
Trên cương vị nguyên thủ quốc gia, Podgorny (ngồi bên phải) gặp Tổng thống Pháp Charles de Gaulle (ngồi bên trái) ở Moskva.

Năm 1967, ngay trước khi Chiến tranh Sáu Ngày bùng nổ, đã gửi một báo cáo tình báo cho Phó Tổng thống Ai Cập Anwar Sadat trong đó tuyên bố rằng quân đội Israel đang tập trung đông đảo dọc biên giới Syria. Cùng năm đó, ông tham gia vào một cuộc đối thoại với Giáo hoàng Phaolô VI như là một phần của sự bình thường hóa với Giáo hoàng; kết quả là sự cởi mở hơn đối với Giáo hội Công giáo La Mã ở Đông Âu. Năm 1971 đã có hai chuyến thăm cấp nhà nước, lần đầu tiên đến Cộng hòa Nhân dân Trung Quốc và thứ hai đến Việt Nam Dân chủ Cộng hòa; Kosygin đã đến thăm Canada trong khi Brezhnev đến thăm Nam Tư. Podgorny thường xuyên đến thăm miền Bắc Việt Nam trong Chiến tranh Việt Nam để thảo luận về quan hệ đối ngoại Xô-Việt. Năm 1973, Podgorny thăm Phần Lan và Mohammed Daoud Khan Afghanistan.
Brezhnev âm mưu lật đổ Podgorny ngay từ năm 1970. Lý do rất đơn giản: Brezhnev đứng thứ ba, trong khi Podgorny đứng đầu trong bảng xếp hạng về nghi thức ngoại giao của Liên Xô. Kể từ tháng 9 năm 1970 Brezhnev cố gắng thành lập một phe đối lập trong Bộ Chính trị để lật đổ Podgorny. Theo Time, "Có một số suy đoán ở Moscow" rằng nếu Brezhnev không thành công trong việc loại bỏ Podgorny, ông sẽ thành lập một Hội đồng Nhà nước theo mô hình tổ chức ở Đông Đức (Staatsrat), Cộng hòa Nhân dân Bulgaria và Cộng hòa Xã hội Chủ nghĩa Romania. Chức vụ Chủ tịch Hội đồng Nhà nước sẽ mang lại cho Brezhnev chức vụ lãnh đạo nhà nước và đảng ở Liên Xô. Những người ủng hộ Brezhnev đã bất lực, và thậm chí không thể loại bỏ Podgorny khỏi chức vụ người đứng đầu nhà nước tại Hội nghị toàn thể Trung ương Đảng năm 1970. Brezhnev chỉ có thể dựa vào năm phiếu bầu, trong khi bảy thành viên Bộ Chính trị khác phản đối việc trao thêm quyền lực cho Brezhnev. Trong hoàn cảnh đó, việc loại bỏ Podgorny sẽ bị giới tinh hoa Xô Viết lên án vì vi phạm nguyên tắc lãnh đạo tập thể.

### Nhiệm kỳ cuối cùng
Vào đầu những năm 1970, Brezhnev đã củng cố chức vụ của Podgorny bằng cách hạ cấp quyền lực của Chủ tịch Hội đồng Bộ trưởng Liên Xô Kosygin trao cho Đoàn Chủ tịch Xô viết Tối cao Liên Xô quyền hành pháp. Kết quả của những thay đổi này, chức vụ Chủ tịch Đoàn Chủ tịch đã thay đổi từ một chức vụ chủ yếu mang tính chất lễ nghi thành chức vụ quan trọng thứ hai ở Liên Xô. Hài lòng với việc mở rộng quyền lực được trao cho Xô Viết Tối cao, Podgorny thấy ít đe dọa đến vị trí của mình, ngay cả khi một nghị quyết của Trung ương Đảng năm 1971 về việc kêu gọi mở rộng các hoạt động của Đảng trong Liên Xô.
Brezhnev cảm thấy bị đe dọa bởi quyền lực mới của mình và ra lệnh cho Konstantin Chernenko xem xét lại Hiến pháp Liên Xô năm 1936 để tìm cách làm suy yếu chức vụ của Podgorny. Giải pháp của Chernenko đưa ra là ban hành luật lãnh đạo Đảng cũng có thể trở thành Chủ tịch Đoàn Chủ tịch. Do đó, một hiến pháp mới đã được soạn thảo để bao gồm một điều khoản như vậy. Ngày 7 tháng 10 năm 1977, Hiến pháp Liên Xô năm 1977 khẳng định quyền tối cao của Đảng trong xã hội Liên Xô đã được ban lãnh đạo Liên Xô thông qua. Việc phê chuẩn Hiến pháp Liên Xô 1977 được coi là hồi chuông báo tử của Podgorny.

### Miễn nhiệm
Việc Podgorny bị miễn nhiệm vào năm 1977 đã trở thành trường hợp đáng chú ý nhất về sự chuyển giao quyền lực vào cuối Kỷ nguyên Brezhnev. Theo Robert Vincent Daniels, trước khi bị miễn nhiệm, Podgorny là người đàn ông quyền lực thứ hai ở Liên Xô, sau Brezhnev và trước Kosygin. Mặc dù có một số nhà nghiên cứu Liên Xô đã thấy trước sự miễn nhiệm của Podgorny, quyết định loại bỏ Podgorny khỏi Bộ Chính trị đã khiến cả thế giới ngạc nhiên. Vào ngày 24 tháng 5 năm 1977, một cuộc bỏ phiếu nhất trí đã xảy ra trong Trung ương Đảng sau khi Grigory Romanov đề xuất loại bỏ Podgorny khỏi Bộ Chính trị. Podgorny đã rất bất ngờ khi cuộc bỏ phiếu này xảy ra, và ngay sau cuộc bỏ phiếu, ông đứng dậy khỏi ghế bộ chính trị để đi ngồi với các ủy viên Trung ương Đảng. Tuy nhiên, Trung ương Đảng chỉ miễn nhiệm ông ra khỏi Bộ Chính trị, và Podgorny vẫn được giữ chức Chủ tịch Đoàn chủ tịch. Sau khi ông bị loại khỏi Bộ Chính trị, cái tên Podgorny đã biến mất khỏi các phương tiện truyền thông Liên Xô. Người dân Liên Xô được thông báo rằng ông đã nghỉ hưu do lập trường chống lại hành vi hòa giải (détente) và sản xuất nhiều hàng tiêu dùng hơn. Podgorny cuối cùng cũng mất chức Chủ tịch Đoàn chủ tịch vào ngày 16 tháng 6 năm 1977.
Do tuổi cao, Brezhnev đã quá già để thực hiện một số chức vụ của nguyên thủ quốc gia. Xô Viết Tối cao Liên Xô, theo lệnh của Brezhnev, thành lập chức vị mới là Phó Chủ tịch thứ nhất Đoàn chủ tịch Xô Viết Tối cao, một chức vụ tương đương với chức vụ Phó Tổng thống. Vasili Kuznetsov, ở tuổi 76, được Xô Viết Tối cao Liên Xô nhất trí bầu làm Phó Chủ tịch thứ nhất Đoàn chủ tịch.

## Nghỉ hưu và qua đời
Cuộc sống của Podgorny sau khi từ chức không được ghi chép rõ ràng. Lần cuối cùng đề cập đến ông trên bất kỳ phương tiện truyền thông lớn nào của Liên Xô là cuộc gặp của ông với Urho Kekkonen, Tổng thống Phần Lan. Không có bất kỳ lời giải thích nào được đưa ra, cũng như một lời tố cáo về ông, bởi chính quyền Xô Viết. Podgorny vẫn giữ được ghê đại biểu của mình trong Xô Viết Tối cao Liên Xô sau khi bị miễn nhiệm. Ông được nhìn thấy trong buổi tiệc kỷ niệm 61 năm Cách mạng Tháng Mười tại Cung điện lớn Điện Kremlin vào tháng 11 năm 1978 bởi Tokichiro Uomoto, Đại sứ Nhật Bản tại Liên Xô. Podgorny đã nói chuyện với Brezhnev, Kosygin và sau đó là Andrei Gromyko, tất cả đều trông bối rối trước sự hiện diện của Podgorny, theo Uomoto. Ngay sau vụ này, Podgorny mất ghế trong Xô Viết Tối cao Liên Xô. Trong Phòng trưng bày Tretyakov, Podgorny đã bị Dmitriy Nalbandyan xóa khỏi bức tranh năm 1977 về các nhà lãnh đạo Liên Xô tại Quảng trường Đỏ, trong đó Podgorny đứng giữa Brezhnev và Kosygin. Podgorny qua đời vì bệnh ung thư ở Kyiv vào ngày 12 tháng 1 năm 1983, và được chôn cất ở Moscow tại nghĩa trang Novodevichy.

## Cá nhân
Vợ ông là Elena Alekseevna Podgornaya (1908-1995). Ông có ba người con. Con gái lớn Lesya Nikolaevna Naumova (1929) - nhà sinh vật học. Con trai Anatoly Nikolaevich Podgorny (1932-1996) - Viện sĩ Viện Hàn lâm Khoa học Quốc gia Ukraine, Viện trưởng Viện Vấn đề Kỹ thuật Cơ khí của Viện Hàn lâm Khoa học Ukraine, một trong những con phố của thành phố Kharkov mang tên Viện sĩ Podgorny. Con gái Natalia Nikolaevna Podgornaya (1945) - Phó giáo sư Khoa các bệnh về mắt của Học viện Y khoa Moscow Sechenov.
Ông có sở thích chơi cờ vua.

## Tặng thưởng
Liên Xô
- 2 lần trao Huân chương "Búa liềm" và danh hiệu Anh hùng Lao động Xã hội chủ nghĩa (16/02/1963, 16/02/1973)
- 5 lần trao Huân chương Lenin (26/04/1957, 26/02/1958, 16/02/1963, 02/12/1971, 16/02/1973)
- Huy chương "vì sự Lao động Anh dũng" (25/12/1959)
- Huy hiệu 50 năm tuổi Đảng
- Nhiều huân huy chương các loại khác

Các quốc gia khác
- Huân chương Hoa hồng trắng Phần Lan
- Huân chương Sư tử trắng Tiệp Khắc
- Huân chương Ngôi sao Somalia
- Kỷ niệm chương kỷ niệm 2500 năm thành lập Đế chế Ba Tư